# Chiclana (Buenos Aires)
Chiclana (nombre de la estación ferroviaria, en torno a la cual surgió el pueblo denominado San Esteban) es una localidad del partido de Pehuajó, provincia de Buenos Aires, Argentina. Distante unos 25 km al noreste de la ciudad de Pehuajó.

## Toponimia
Su nombre recuerda a Feliciano Chiclana, uno de los integrantes del Primer Triunvirato (1811). 

## Población
Cuenta con 92 habitantes (Indec, 2010), lo que representa un descenso del 16% frente a los 110 habitantes (Indec, 2001) del censo anterior.
| Gráfica de evolución demográfica de Chiclana entre 1991 y 2010 |
|                                                                |
| Fuente: Censos nacionales del INDEC                            |